# Euphorbia waterbergensis
Euphorbia waterbergensis es una especie de planta fanerógama de la familia de las euforbiáceas. Es originaria de Sudáfrica.

## Descripción
Es un arbusto perennifolio suculento que alcanza un tamaño de  0.5 - 1.2 m de altura, a una altitud de 850 - 950 metros.

## Taxonomía
Euphorbia waterbergensis fue descrita por Robert Allen Dyer y publicado en Flowering Plants of Africa 28: 1095. 1951.
Etimología
Ver: Euphorbia
waterbergensis: epíteto geográfico que alude a su localización en Waterberg.